# Jake Forster-Caskey
Pour les articles homonymes, voir Hoskins.
Jake Dane Forster-Caskey, né le 25 avril 1994 à Southend-on-Sea, est un footballeur international espoirs anglais qui évolue au poste de milieu de terrain au Stevenage.
Son père, Darren Caskey est aussi footballeur professionnel, ayant joué notamment à Tottenham Hotspur, Reading et Notts County et pour les sélections nationales anglaises de jeunes.
Son beau-père, Nicky Forster (en), est aussi footballeur professionnel, ayant joué notamment pour Brentford, Birmingham City, Reading et Brighton & Hove Albion.

## Carrière
Le 22 septembre 2015, il est prêté à MK Dons.
Le 8 janvier 2016, il est prêté de nouveau à MK Dons.
Le 20 juillet 2016, il est prêté à Rotherham United.
Le 5 janvier 2017, il rejoint Charlton Athletic.
Le 3 janvier 2023, il rejoint Stevenage.